# Klontjestrilzwam
De klontjestrilzwam (Myxarium nucleatum) is een trilzwam in de familie Hyaloriaceae. Hij komt vooral voor in loofbossen op niet te droge, goede grond zoals kalkhoudend duinzand of klei. De zwam leeft saprotroof in kleine groepjes op afgevallen takken en stammen van loofbomen (voornamelijk esdoorn, populier en es).

## Kenmerken
Myxarium nucleatum vormt klontachtige gelatineuze vruchtlichamen met een diameter van 0,2 tot 1 cm die soms versmelten tot veel grotere eenheden. De vrijwel kleurloze of grijzige transparante buitenkant kan ook roze, oranje of bruinig zijn. Het vruchtlichaam is in typische staat slijmerig, waterig en glanzend en met een punt aan het substraat gehecht. Binnenin bevinden zich meestal een  of meer ondoorzichtige witte, bolvormig en harde insluitsels (klontjes). Die zijn gemaakt van calciumoxalaat. Het sporendragende oppervlak (hymenium) is glad. De zwam kan uiteindelijk indrogen tot een dun, vernisachtig vlies waarin de harde witte klontjes zichtbaar blijven. De zwam heeft geen uitgesproken smaak of geur. De sporenprint is wit.

### Microscopisch
De basidia zijn ellipsoïde, longitudinaal septaat en meten 11-16 × 9-10,5 µm, met een gesteelde cel tot 28 µm lang die zonder kern wordt als deze volgroeid is. De sporen zijn allantoïde (worstvormig) met afmetingen van 8,5-14 × 3,5-5 µm. Hyfen worden geproduceerd in een gelatineuze matrix en zijn geklemd, hyaliene en 1,5 tot 2,5 µm breed. 

## Taxonomie
De zwam werd voor het eerst beschreven door Ludwig David von Schweinitz, maar werd later ingedeeld in het geslacht Myxarium. Sommige bronnen vermelden dat klontjestrilzwam tot het geslacht Exidia behoort, maar DNA-onderzoek heeft aangetoond dat hij tot Myxarium behoort dat behoorlijk anders is dan Exidia.

## Verspreiding
Het is een veel voorkomende soort in Europa en Noord-Amerika.

## Afbeeldingen

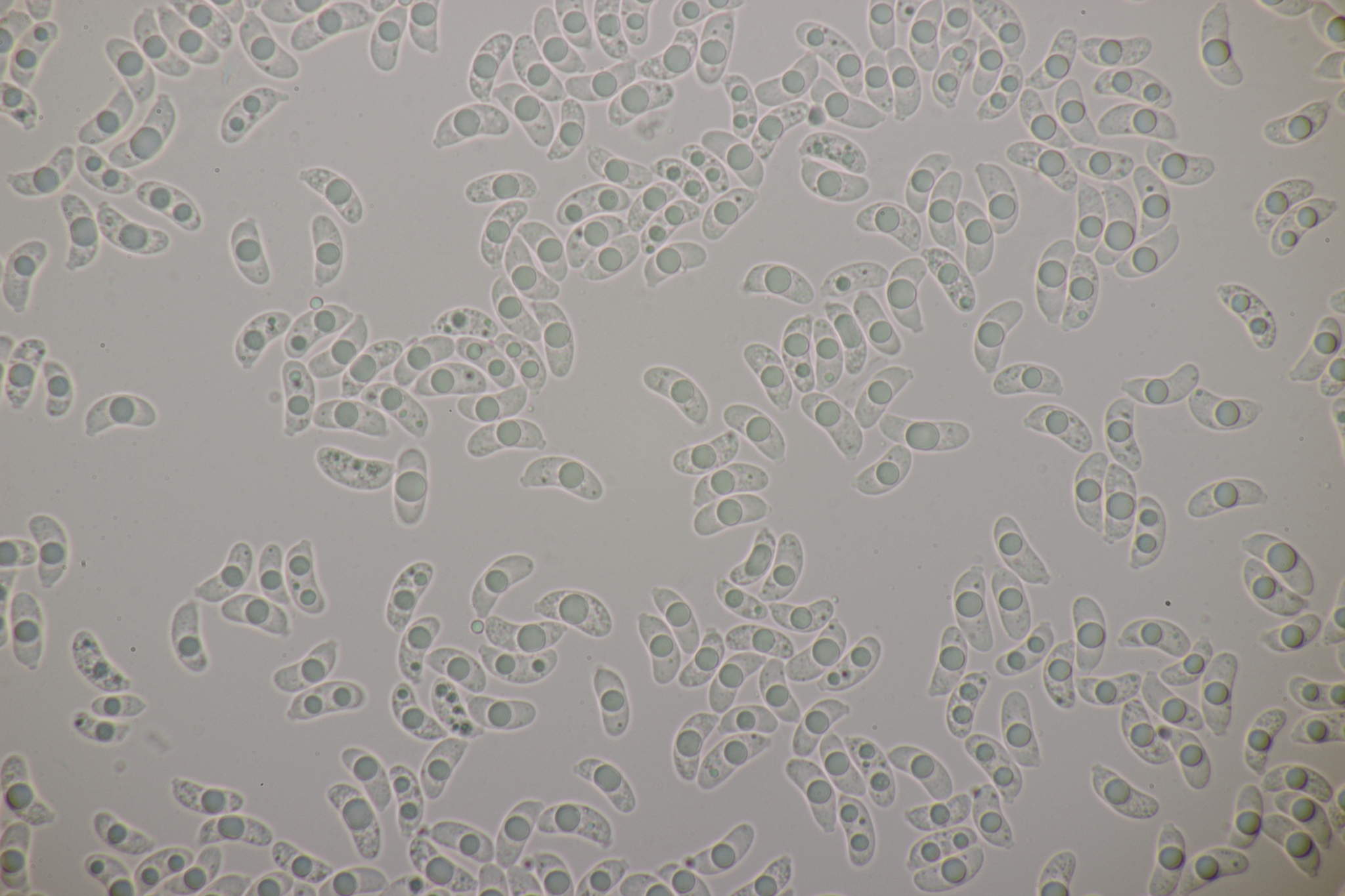
Sporen